# Джоузеф Ритсън
Джоузеф Ритсън (на английски: Joseph Ritson) е английски фолклорист и филолог.
Роден е на 2 октомври 1752 година в Стоктън он Тийс в йоменско семейство.
През 1774 година се установява в Лондон и започва работа като адвокат. Проявява интерес към литературата и се заема със събиране и издаване на стари балади, като най-значимото му постижение е издаването на първия обхватен сборник с легенди за Робин Худ. Ритсън има ексцентрично поведение, известен е с агресивните си критики към свои колеги и с пропагандирането на вегетарианството и Френската революция.
През последните години от живота си Джоузеф Ритсън става психически нестабилен. Умира на 23 септември 1803 година в Хокстън, след като няколко дни преди това се затваря в кабинета си и запалва там множество ръкописи.